# شیندند
شهر اَسفِزار یا اَسفُزار یا سبزوار مرکز ولسوالی سبزوار با فاصلهٔ ۱۲۰ کیلومتری از مرکز ولایت هرات به سمت جنوب قرار دارد. شیندند دارای یک پایگاه هوایی (میدان هوایی نظامی) بزرگ است که به دست روس‌ها در زمان اشغال افغانستان بنا شده‌است. این شهر شیندند در ۱۷ کیلومتری شاهراه قندهار–هرات، در منطقه‌ای سرسبز و در کنار هاروت رود قرار دارد. بازار غنادی که اول شیندند است یک قریه خوش آب و هوا بوده و طبیعت زیبا دارد.

## نام
در گذشته این فرمانداری با مساحت گسترده‌تر یعنی با چند فرمانداری دیگر بنام اسفزار مشهور بوده‌است. به نقل از فرهنگ دهخدا (اسفزار. [اَ / اِ ف َ / ف ِ] (اِخ) شهری از نواحی سیستان از جهت هرات و بدان منسوبست ابوالقاسم منصوربن احمدبن الفضل بن نصربن عصام الاسفزاری المنهاجی. (معجم البلدان). اسفزار شهری وسط است وچند پاره دیه توابع دارد و باغستان بسیار و میوه و انگور و انار آن فراوان باشد و در صورالاقالیم گوید اهل آنجا سنی شافعی مذهب اند و در دین متعصب. در زمان سلجوقیان این قصبه سمت مرکز ایالتی را داشت و شهاب الدین غوری، برادرزادهٔ خود غیاث الدین محمود را بولایت این ناحیت منصوب ساخته بود و مسقط الرأس بعض مشاهیر است. (قاموس الاعلام ترکی). از توابع شهر هرات است، بیست پاره قریهٔ آباد دارد (انجمن آرای ناصری). نام محلی این منطقه از همان آوان سبزوار نیز گفته شده‌است.

## جغرافیا
ابن حوقل جغرافیدان مسلمان قرن چهارم هجری قمری طی مشاهتداتش از هرات دربارهٔ اسفزار (شیندند) چنین می‌نویسد:
در اسفزار چهار شهر است و بزرگ‌ترین آن کواسان (کهسان) شهری کوچکتر از کروخ (کرخ)، باغ و بوستانهای فراوان دارد. سه شهر دیگر کواران، کوشک و ادرسکن است که وسعت مشابه به هم و آبها و باغ هاست.
در شمال شیندند ولسوالی ادرسکنوولسوالی غوریان در جنوب آن ولسوالی خاک سفید[ولسوالی بالابلوک][ ولسوالی فراهرود]ولسوالی اناردره  و [ولسوالی قلعه کاه]ولایت فراه در شرق آن ولسوالی فرسی و ولسوالی پرچمن و در غرب آن کشور ایران موقعیت دارد.
شیندند عمدتاً از پنج بخش تشکیل شده است که عبارت‌اند از زیرکوه و کوهی زور در جنوب، پشتونکوت در غرب، زاول در شرق و در مرکز آن بازار قرار دارد که دارای چندین قریه می‌باشد که عبارت اند از: نصرآباد، کندیز، کشاک، خواجه نوح، چهارگوش، سنگستان، جوغازی، ملع اسفنج پای کشک، کج آباد، ننگ آباد، قلعه کرم، ده امان، کهنه سنگ، چهار دره، خیفان، جبرآباد و پشتون شار و غیره.
نفوس (جمعیت) شیندند در حدود ۸۵۰۰۰۰ می‌باشد. در اسفزار یا سبزوار تاجیکان و پشتون‌ها زندگی می‌کنند که اندک از اقوام دیگر را نیز داراست.

### آب و هوا
با نفوذ از آب و هوای استپی محلی، شیندند دارای آب و هوای نیمه خشک سرد مطابق سامانه طبقه‌بندی اقلیمی کوپن است. میانگین دما در شیندند برابر است با ۱۶٫۵ درجه سانتی گراد، در حالی که میزان بارش سالانه به‌طور میانگین به ۱۶۸ میلی‌متر می‌رسد.
| داده‌های اقلیم شیندند    | داده‌های اقلیم شیندند | داده‌های اقلیم شیندند | داده‌های اقلیم شیندند | داده‌های اقلیم شیندند | داده‌های اقلیم شیندند | داده‌های اقلیم شیندند | داده‌های اقلیم شیندند | داده‌های اقلیم شیندند | داده‌های اقلیم شیندند | داده‌های اقلیم شیندند | داده‌های اقلیم شیندند | داده‌های اقلیم شیندند | داده‌های اقلیم شیندند |
| ماه                     | ژانویه               | فوریه                | مارس                 | آوریل                | مه                   | ژوئن                 | ژوئیه                | اوت                  | سپتامبر              | اکتبر                | نوامبر               | دسامبر               | سال                  |
| ----------------------- | -------------------- | -------------------- | -------------------- | -------------------- | -------------------- | -------------------- | -------------------- | -------------------- | -------------------- | -------------------- | -------------------- | -------------------- | -------------------- |
| میانگین بیش‌ترین °C (°F) | ۱۱٫۱ (۵۲)            | ۱۳٫۳ (۵۶)            | ۱۹٫۴ (۶۷)            | ۲۴٫۱ (۷۵)            | ۳۰٫۱ (۸۶)            | ۳۵٫۸ (۹۶)            | ۳۷٫۷ (۱۰۰)           | ۳۶٫۳ (۹۷)            | ۳۱٫۹ (۸۹)            | ۲۵٫۸ (۷۸)            | ۱۸٫۴ (۶۵)            | ۱۳٫۱ (۵۶)            | ۲۴٫۷۵ (۷۶٫۴)         |
| میانگین روزانه °C (°F)  | ۴٫۱ (۳۹)             | ۶٫۶ (۴۴)             | ۱۲٫۱ (۵۴)            | ۱۶٫۵ (۶۲)            | ۲۱٫۸ (۷۱)            | ۲۷٫۱ (۸۱)            | ۲۹٫۴ (۸۵)            | ۲۷٫۴ (۸۱)            | ۲۲٫۵ (۷۳)            | ۱۶٫۲ (۶۱)            | ۹٫۴ (۴۹)             | ۵٫۲ (۴۱)             | ۱۶٫۵۲ (۶۱٫۸)         |
| میانگین کم‌ترین °C (°F)  | −۲٫۸ (۲۷)            | −۰٫۱ (۳۲)            | ۴٫۹ (۴۱)             | ۹٫۰ (۴۸)             | ۱۳٫۵ (۵۶)            | ۱۸٫۴ (۶۵)            | ۲۱٫۱ (۷۰)            | ۱۸٫۶ (۶۵)            | ۱۳٫۱ (۵۶)            | ۶٫۷ (۴۴)             | ۰٫۴ (۳۳)             | −۲٫۶ (۲۷)            | ۸٫۳۵ (۴۷)            |
| منبع: Climate-Data.org  |                      |                      |                      |                      |                      |                      |                      |                      |                      |                      |                      |                      |                      |

## مردم
جمعیت مرکز شیندند مطابق آمار اداره احصائیه مرکزی افغانستان در سال ۱۳۹۹ حدود ٨٧٠٠٠ نفر می‌باشد در مرکز شیندند پشتون‌ها زندگی می‌کنند که اکثریت شان را در قدم اول علیزی ها، در قدم دوم نورزی ها و در قدم سوم قبایل دیگر پشتون ها تشکیل میدهند. اندک از اقوام تاجک، طاهری و تیموری که اصالت شان از ولایت غور است نیز سکونت دارند اما نفوس شان بسیار کم و اندک میباشد اما مردم ولسوالی های پشتونکوت(پشتکوه)، زاول، کوهی زور و زیرکوه بطور مطلق و ١٠٠ فیصدی پشتون ها هستند، مردم ولسوالی پشتونکوت ٩٠ فیصد علیزی، ٧ فيصد نورزی و ٣ فیصد بارکزی هستند. مردم زیرکوه ٨٠ فیصد نورزی، ١٣ فيصد بارکزی و ٧ فیصد متباقی علیزی و ساکزی میباشند. مردم زاول ٤٥ فیصد اچکزی، ٤٣ فیصد علیزی، ٥ فیصد نورزی، ٢ فیصد پوپلزی، ٣ فیصد بارکزی و ٢ فیصد الکوزی هستند. مردم کوهی زور نیز متشکل از علیزی، نورزی و ساکزی های کوچی میباشند.
```
دیگر را نیز داراست.
[
۷
]
```

## پایگاه هوایی شیندند
پایگاه هوایی شیندند در ۱۵ مایلی شمال شرقی شهر واقع شده‌است که در حال حاضر در کنترل نیروهای کمک بین‌المللی امنیت افغانستان و ناتو می‌باشد. این یک فرودگاه هوایی شوروی سابق است که توسط نیروهای آمریکایی تعمیر شده‌است. این منطقه مسطح و خشک است و دارای کوهپایه‌هایی در شمال و غرب است. شاهراه کندهار – هرات، که بخشی از بزرگراه ۱ افغانستان است، از کنار پایگاه هوایی شیندند عبور می‌کند. یک کلینیک پزشکی رایگان که توسط ارتش ملی افغانستان (ANA) پشتیبانی می‌شود، خدمات درمانی پزشکی رایگان را برای جمعیت شهر فراهم می‌کند.